# کولاتیا

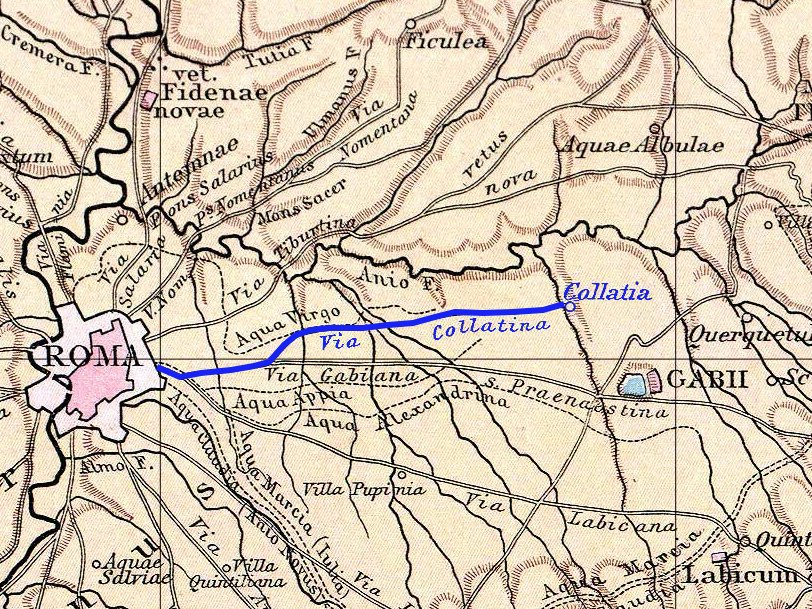
جاده‌ی کولاتیا، از روم تا کولاتیا

کولاتیا (به لاتین: Collatia) از شهرهای لاتیوم وِتوس و نزدیک به روم بود که در انتهای جاده‌ی کولاتیا قرار داشت. از یافته‌های باستان‌شناسی‌ اخیر برمی‌آید که این شهر در لا روستیکا، از نواحی شهر رم، واقع بوده است.

## تاریخ
استرابون نوشته که کولاتیا در حدود سی استادیا از شهر روم فاصله داشته است. این شهر احتمالاً از مستعمره‌های آلبالونگا بوده که شاهْ سیلویوس تأسیسش کرده. 
طبق آنچه تیتوس لیویوس در کتاب از پیدایش روم آورده، در عهد پادشاهی روم و سلطنت لوکیوس تارکوئینیوس پریسکوس، رومیان این شهر را از سابینان ستاندند، و شاه برادرزاده‌ی خویش، اگریوس، را به مدیریت آن گماشت. در این شهر پسر اگریوس، لوکیوس تارکوئینیوس کولاتینوس، به‌دنیا آمد، و همو بود که با لوکیوس یونیوس بروتوس نخستین کنسول جمهوری روم شد؛ همسرش نیز لوکرتیا نام بود که سکستوس تارکوئینیوس، پسر پادشاه، در همین شهر بر او تجاوز کرد، و او خود را کُشت. بروتوس و کولاتینوس جنازه‌ی زن را به میدان مرکزی کولاتیا بردند، و بروتوس از حضار خواست تا بر سکستوس و بر پادشاهی تارکوئینیان بشورند و انتقام بکشند. سپس با انقلابیان به روم درآمد و همین خواهش را از اهالی روم نیز کرد، تا ایشان نیز شوریدند و تارکوئینیان را بیرون انداختند و جمهوری روم را تأسیس کردند.

## ریشه‌شناسی
سکستوس پومپیئوس فستوس، دستوردان رومی، دو اطلاع جالب درباب ریشه‌ی کلمه‌ی «کولاتیا» داده است. اول اینکه مکانی بوده است که ثروت‌ها و پس‌ماندهای شهرهای متروک را به آنجا می‌بردند و جمع می‌کردند، و اسمش مشتق از collatus لاتین است که خود نیز صفت مفعولی فعل confero به‌معنای «اندوختن، انباردن» است. دوم اینکه جاده‌ی کولاتیا از آن می‌گذشت.

## موقعیت
در گذشته، می‌پنداشتند که کولاتیا متناظر با لونگتسا، یکی از نواحیِ شرقیِ شهر رم کنونی، است. لیکن بعدها با کاوش‌های باستان‌شناسی موقع دقیق آن را نزدیک یکی دیگر از نواحی شهر رم به‌نام لا روستیکا دانستند.